# Amtsbezirk Röm
Der Amtsbezirk Röm war ein Amtsbezirk im Kreis Tondern in der Provinz Schleswig-Holstein.
Der Amtsbezirk wurde 1889 gebildet und umfasste die Gemeinden Juvre, Kirkeby sowie Kongsmark und damit die gesamte Insel Röm. 1920 wurde der Amtsbezirk aufgelöst und die Gemeinden aufgrund der Volksabstimmung in Schleswig an Dänemark abgetreten.